# Abdelmadjid Tebboune
Abdelmadjid Tebboune (arabiska: عبد المجيد تبون), född 17 november 1945 i Mécheria, är Algeriets president sedan december 2019 då han vann det kritiserade presidentvalet i Algeriet. Han är också försvarsminister. Han ersatte den tillförordnade presidenten Abdelkader Bensalah, som tagit över efter att Abdelaziz Bouteflika avgått i april 2019. Han var premiärminister mellan maj och augusti 2017. Tidigare har han även varit bostadsminister, vilket han var både 2001-2002 och 2012-2017.